# Bouraq

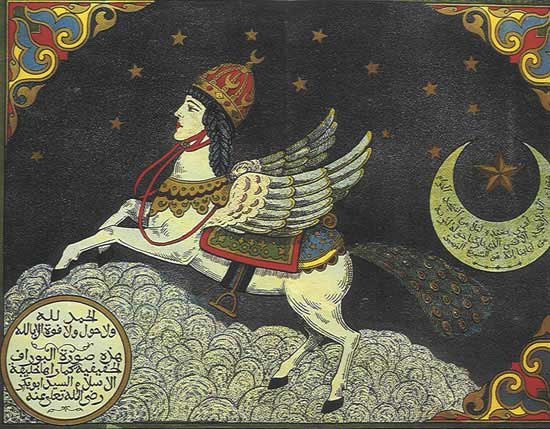
Le Bouraq d'après une miniature moghole du XVIIe siècle.

Le Bouraq ou Burak (en arabe : ٱلْبُرَاق, al-Burāq) est, selon la tradition islamique, un coursier fantastique venu du paradis, dont la fonction est d'être la monture des prophètes. Selon l'histoire la plus connue, au VIIe siècle, le Bouraq fut amené par l'archange Gabriel pour porter le prophète de l'islam, Mahomet, de La Mecque à Jérusalem, puis de Jérusalem au ciel avant de lui faire effectuer le voyage de retour au cours de l'épisode dit Isra et Miraj (signifiant respectivement en arabe : « voyage nocturne » et « échelle, ascension », qui est le titre d'une des sourates du Coran, la sourate 17 (Al-Isra). Le Bouraq a aussi porté Ibrahim (Abraham) lorsqu'il rendit visite à son fils Ismaïl (Ismaël), à La Mecque. Il est un sujet d'iconographie fréquent dans l'art musulman, où il est généralement représenté avec une tête d'homme, un corps de cheval, des ailes, et une queue de paon.

## Étymologie
Le mot « Bouraq » est de la même famille linguistique que le mot arabe برق qui signifie « éclair ».

## Mentions
Le Bouraq est lié au voyage nocturne de Mahomet, qui fut effectué par le prophète entre La Mecque et Jérusalem en une nuit, le nom d'« ascension » désignant son ascension de Jérusalem au ciel. Tout au long du voyage, le Prophète fut accompagné par l’archange Gabriel (Jibrīl en arabe) qui le guida et lui montra les nombreux spectacles de l’Enfer et du Paradis. Selon certains textes, Gabriel mit à la disposition du Prophète une monture nommée al-burāq, qui faisait des bonds gigantesques. Arrivé au plus haut des Cieux, le Prophète put s’entretenir avec Dieu, qui lui prescrivit les prières quotidiennes que les musulmans font.

### Coran

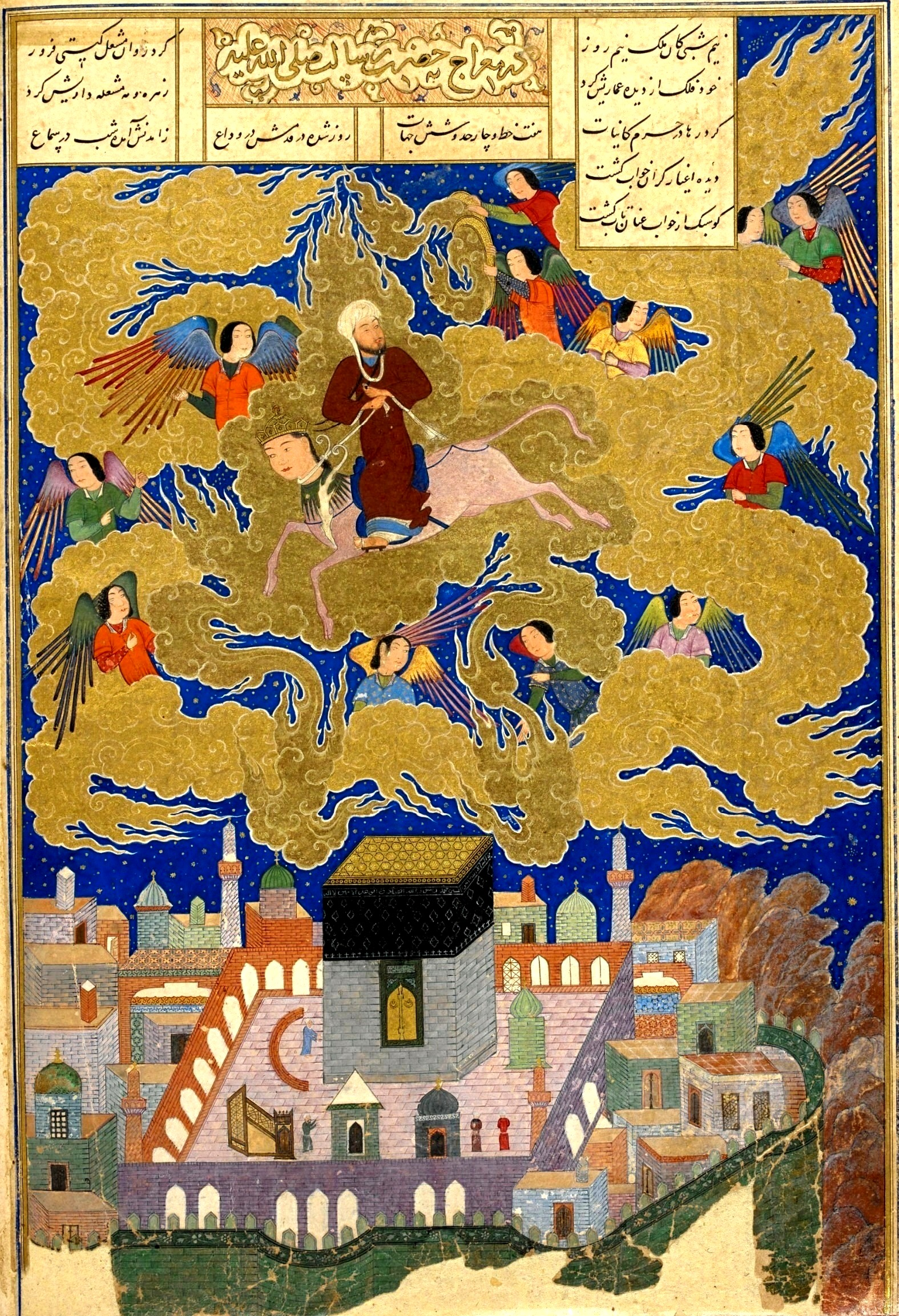
Mahomet entouré d'anges durant le voyage nocturne.

Le Bouraq n'est pas mentionné dans le Coran, où il est simplement dit (« Le Voyage nocturne », XVII, 1) « II est exempt de toute imperfection, Celui Qui fit voyager de nuit Son serviteur, de la Mosquée sacrée à la Mosquée Al-Aqsa dont Nous avons béni les alentours, afin de lui montrer certains de Nos signes évidents. Il est Celui Qui entend et Qui voit ». 

### Sahih al-Bukhari
Des descriptions plus détaillées de cet épisode dans les premiers versets des miracles d’Al-Isrâ’ et Al-Mi`râj. Un extrait d'une traduction du Sahih al-Bukhari décrit le Bouraq comme tel : « Un animal blanc et long, plus grand qu'un âne mais plus petit qu'une mule, qui pose sa patte aussi loin que le regard peut porter. »

### Autres mentions

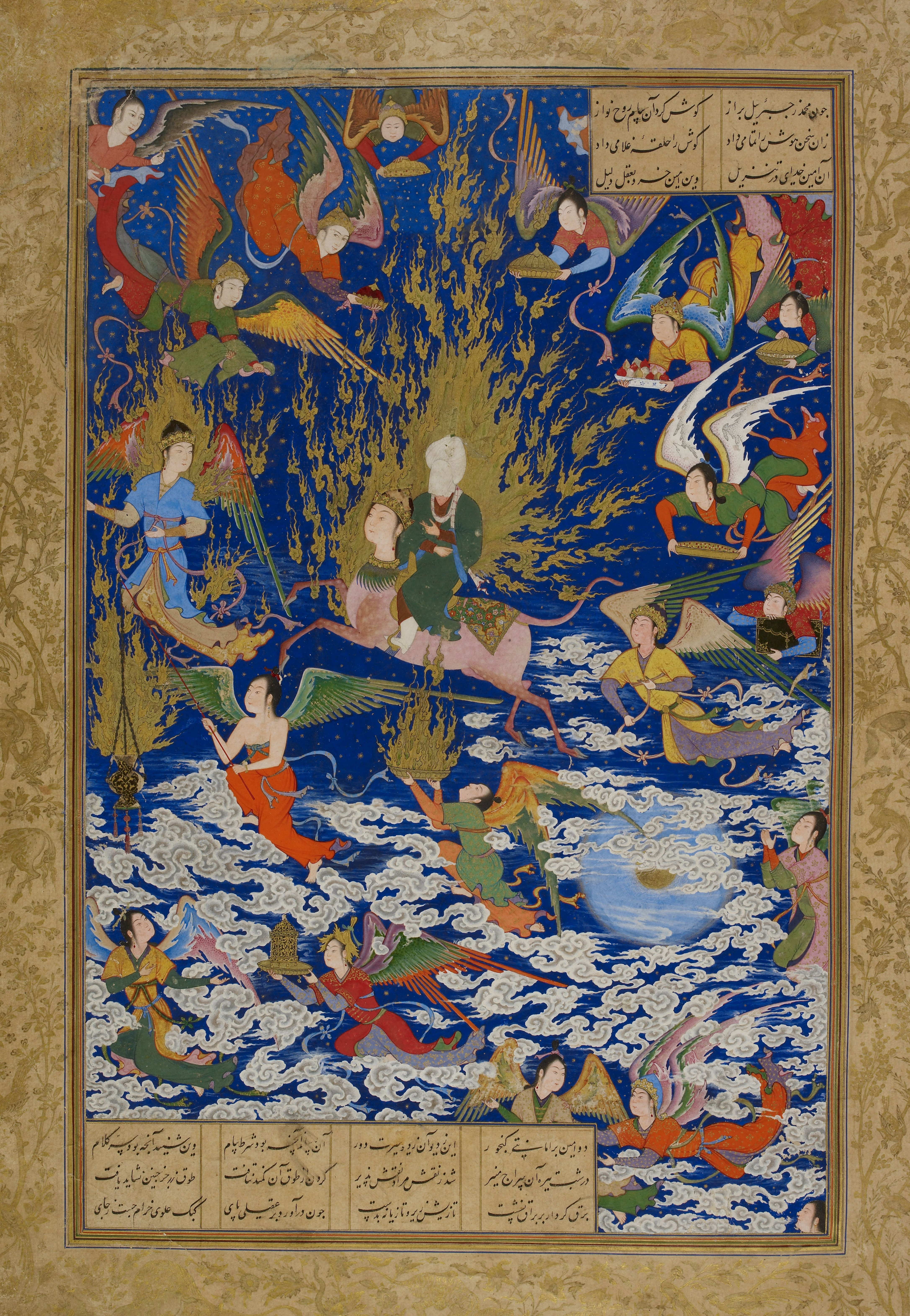
L'épisode du Miraj par.

Un récit du voyage nocturne rapporté par Oum Hâni donne un autre éclairage sur le Bouraq : « Le Prophète dormait chez nous la nuit où le miracle d’al-Isrâ’ eut lieu. Je constatai son absence cette nuit là et je ne pus fermer l’œil de peur qu’un malheur ne lui soit arrivé. [À son retour], le Prophète m’expliqua : Gabriel vint me voir, il me prit par la main et nous sortîmes de la maison, puis devant la porte, je trouvai une monture entre la mule et l’âne. Il me fit monter dessus et nous partîmes. » Il s'agissait selon les interprétations des textes d'une grande bête blanche, plus grande que l'âne mais plus petite que le mulet. Elle pouvait poser ses sabots à l'extrême limite où se portait le regard. Elle avait de longues oreilles. Chaque fois qu'elle faisait face à une montagne, elle étendait les jambes. Elle avait deux ailes sur les cuisses, qui donnaient la force de ses jambes.
Le Bouraq aurait résisté quand le Prophète s'avança pour le monter. L'Archange Gabriel posa alors sa main sur sa crinière et dit : « N'as-tu pas honte, ô Buraq ? Par Allah, personne ne t'a monté dans toute la création de plus cher à Allah que lui. » En entendant cela, le Bouraq eut tellement honte qu'il sua jusqu'à devenir trempé, et il se tint immobile pour que le Prophète le monte.
Selon Ibn Qayyim al-Jawziyya, « Le Prophète fit le voyage nocturne corps et âme, de la Mecque au temple sacré de Jérusalem, en chevauchant Al Bouraq en compagnie de Jibril (Gabriel). Il descendit à Jérusalem et dirigea la prière avec les prophètes, tandis que le Bouraq se trouvait attaché à la porte de la mosquée. » Puis il traversa les sept cieux et son coursier fut l'aile de Jibril jusqu'au lotus de l'extrême limite, endroit où Jibril resta en arrière.

### Abraham
Le Bouraq a également été mentionné comme la monture d'Abraham, lorsqu'il rendit visite à sa femme Agar et à son fils Ismaël. Selon la tradition musulmane, Abraham vivait avec Sarah à Jérusalem, sa première femme, mais le Bouraq le transporta en une matinée à La Mecque pour voir sa famille, et le ramena en une soirée à Jérusalem auprès de sa femme.

## Interprétations et symbolique

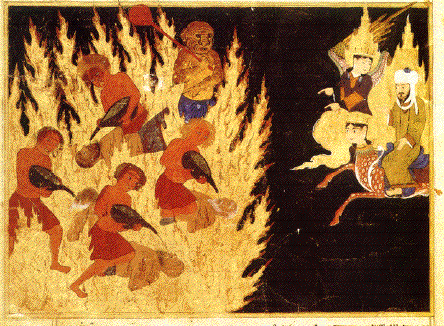
Mahomet, guidé par l'Archange Gabriel et monté sur le Bouraq, face aux démons de l'enfer.

Selon les érudits du registre mythologique, le Bouraq est « le premier des quadrupèdes que Dieu ressuscitera au dernier jour : les anges poseront sur lui une selle de rubis éblouissants. Ils lui mettront en bouche un morceau d'émeraude très pur, et le conduiront au tombeau du prophète. Dieu ressuscitera alors Mahomet, qui montera Al Burak et s'élèvera ainsi jusque dans les cieux. »
Selon le Dictionnaire des symboles, le Bouraq est un symbole de triomphe et de gloire, qui permet l'accession des élus au Paradis divin.

## Iconographie
Dans l'art, le Bouraq est généralement représenté comme un cheval ailé avec le visage d'une femme et une queue de paon. Son image change au fil des époques, mais la forme représentée en majorité est celle d'un cheval ailé blanc aux ailes d'aigle, au buste de femme et à la queue de paon. 

## Impact culturel
- En Turquie, « Burak » est un prénom masculin.

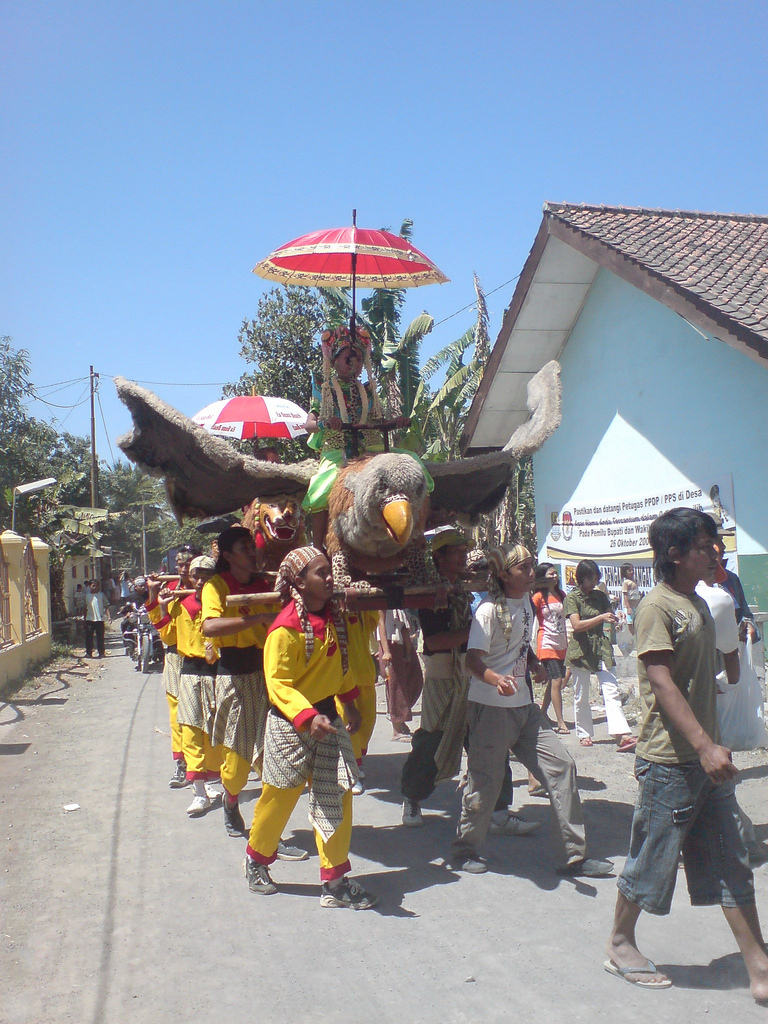
La parade du Burokan à Cirebon en Indonésie.

- Trois compagnies aériennes ont été nommées d'après le Bouraq : Buraq Air, en Libye, et l'ancienne Bouraq Indonesia Airlines de l'Indonésie, fermée en 2006, et Alburak Aviation SA au Luxembourg, liquidée en 2010[7].
- Au Maroc, le service ferroviaire à grande vitesse, empruntant notamment la LGV Tanger - Kénitra, est commercialement baptisé Al Boraq[8].

### Mosquée du Bouraq et mur du Bouraq
Une tradition rapportée par écrit au XIVe siècle par Ibn Furkah raconte que le Bouraq, monture de Mahomet, a été attachée au Mur occidental lors du voyage nocturne du Prophète à Jérusalem. À l'endroit précis où il attacha le Bouraq, une petite mosquée fut construite et nommée « mosquée du Bouraq ». Elle se situe au coin sud-ouest de l'Esplanade des Mosquées, juste au-dessus du Mur occidental, lieu le plus saint pour les Juifs. Durant les années 1920, une partie du Mur occidental, la seule partie restante du Second Temple dans la vieille ville de Jérusalem, commença à être appelé le « mur du Bouraq ». L'origine de ce nom, qui n'est pas resté, est donc issue du récit d'Ibn Furkah,.